# リース
リース（英：lease）とは、企業などが選択した機械設備などをリース会社が購入し、その企業に対してその物件を比較的長期にわたり賃貸すること。中古物件もあるが新品物件をリース会社が購入した後に賃貸する場合が多い。物品の所有権はリース会社にあるが、企業は自社で購入した場合とほぼ同様にして物件を使用できるため、日本を含め世界中で設備投資の手段として広く普及している。

## 概要
近代的リースはアメリカで発展し、現在では全世界で広く利用されている。市場規模は米国が最も大きく2,080億ドル（リース比率31.1%）、次いで日本688億ドル（同8.7%）、ドイツ483億ドル（同21.7%）と続く。4番目以降は、フランス263億ドル（15.4%）、イタリア240億ドル（7.6%）、イギリス189億ドル（14.2%）、カナダ141億ドル（22.0%）となる。近年、発展めざましいBRICS諸国は10億ドル～60億ドル程度であり、今後急速なリース利用の普及が進むとみられる。
会計上の定義は各国の会計基準によって定められており、日本では企業会計基準委員会によるリース取引に関する会計基準および同注解、同意見書によって、米国では米国会計基準FAS No.13によって、フランス、ドイツ、スペイン、英国等では英国ロンドンに本部を置く国際会計基準審議会（IASB）が設定する国際財務報告基準（IFRS）IAS No.17（米国リース会計基準FAS No.13が元となっている）によって定義されている。
特にIFRSは世界中で急速に導入が広がっており、欧州、ロシア、ブラジル等広く世界で採用されている。IFRSの導入方法は、各国によって異なり、例えば、欧州においては、EUの統一ルールが適用される規制市場に上場する企業の連結決算について、IFRSで作成することが求められている。しかしながら、単体決算は、自国の会計基準が維持されており、フランス・ドイツとも、リースは賃貸借処理となっている。
米国においては、IFRS導入の具体的な方向性・スケジュールは示されていない。
日本におけるIFRSの対応については、2010年3月期から一定の要件を満たす上場企業の連結決算に限ってIFRSを任意適用することが認められているが、2013年6月に当面の方針として、①ピュアなIFRS、②日本基準、③米国基準、④エンドースメントされたIFRS（IFRSの個別基準を一つ一つ検討し、必要に応じて削除または修正した上でIFRS導入）の4つの基準を並存するという考え方が示されている。
2013年8月現在、IASBと米国財務会計基準審議会（FASB）は、改訂公開草案「リース」を公表している。その中では、すべてのリースをオンバランス処理することなどが提案されているが、最終的に基準化されるかどうかは明らかでない。
税法上の定義は、各国税法上等により定められている。

## 歴史
リースという言葉の歴史は古く、古代ローマ帝国時代にまで遡る。当時は地中海貿易に従事する商人に対して船主が船をリースしていたり、農耕地に関して地主が他人に土地を貸し出すこともリースとして行われていた。その後長い時を経て、米国における都市での不動産リースへと進化し、米国において1800年代から1900年代初期にかけて大いに発展することになる。その始まりは不動産の取扱いを主としていたリースであるが、現代における動産を主体とし、設備投資の手段としてのリースが大いに利用されるきっかけとなったのは、米国南北戦争当時のユナイテッド・シュー・マシナリー社による製靴機械の賃貸が始まりといわれている。次いで、1877年にはベル電話会社により電話機の賃貸が始まり、この頃から本格的に動産リースが発展することとなる。
1900年代の初期には、企業の販売営業ツールの一つとしてリースが利用され発展した。つまり、機械製造会社が顧客に対して売切で販売するのではなく、リースとして販売することにより、リース期間により顧客の機械入替時期の操作が可能であり、リース期間終了時に営業を行い自社製品を再びリースで販売することで、永続的に顧客との関係を保とうという戦略目的があった。このような手法は工業機械製造会社だけでなく、IBMやゼロックス等の事務機器製造企業にも浸透するようになり、リースは幅広い企業が利用するものとなっていくのである。個人向けの商品にも広まり、1905年にはガソリンランプのリース会社（後のコールマン）なども登場した。
リースは主に米国で発展した取引形態であるが、現在総合リース会社と呼ばれる、金融的意味合いの強いリースを主要業務とする企業の誕生は第二次世界大戦後の1952年、U.S. リーシング社の設立までなく、それまでは主に機械製造企業の有力な販売ツールとしての利用が主であった。U.S. リーシング社は、それまでに広く社会にリースというものが浸透していたという点と、第二次世界大戦後の軍需産業から平和産業への転換のための旺盛な設備投資資金需要への対応という点から設立されたものであり、同社の設立が現在定義されているリース業の草分けとなる。その後1963年に日本で初のリース会社、日本リース・インターナショナルが設立されるなど、その利用は世界へと広がり、現在では全世界で広く設備投資の手段として活用されている。

## リースの基本
リースはファイナンス・リース契約とオペレーティング・リース契約に大別される。各国の採用する会計制度・税制等によって詳細に違いはあるものの、概ね以下のとおり説明できる。

### ファイナンス・リース
ファイナンス・リースは文字通り設備機器導入を目的とした資金調達手段のひとつとして金融色が強い契約であり、ノン・キャンセラブル（解約不能）とフル・ペイアウト（物件から得られるすべての利益を得ると共に、物件に係るコストをすべて支払う）の2条件を満たすものをいう。リース契約ではほとんどの場合、物件を借りている企業がリース期間が終了する前に解約するとリース会社に違約金を支払う契約になっており、中途解約した場合でもリース終了まで借りるケースより総支払額が安くなることはない。このため、中途解約禁止条項がない場合でも、事実上途中解約が不可能であると見なされ、上述のとおりファイナンス・リースに分類されることとなる。金融色の強い契約であるため、リース資産のオンバランス処理が求められている。

### オペレーティング・リース
オペレーティング・リースはリース期間終了後の残存価格を設定したり、中途解約が可能である等、賃貸借色が強い契約である。賃貸借色の強い契約であるため、ファイナンス・リースと異なり、リース資産のオフバランス処理が認められている。
当初契約のリース期間に達した場合には、元のリース設定額よりも廉価(一月分のリース料＋α程度)で再リース契約を締結をすることにより、1年ごとの更新が可能である。 また、借手企業が、借りていたリース物件を買い取ることができる契約もある。
物件の所有者はリース会社であるため、物件所有によって生じる納税義務や減価償却費の計上、リース物件にかけられた保険料の支払はリース会社が行う。また、リース取引もリース会社にとっては銀行にとっての融資と同じであるため、担保を取らないことが多い分より厳しい審査がある。

### リース料構成
リース料総額は以下のような構成となっている。オペレーティング・リースの中で、物件の残価設定を行うものはここから残価金額分をマイナスする。
- リース料総額 =（物件取得価額 + 諸税 + 資金調達コスト + 保険料 + 手数料（リース会社利益、管理コスト））

リース契約は金融色が強い契約であるが、銀行から融資を受ける場合と異なり、リース料は単純に金利で比較できない。これはリース会社によって動産総合保険のコストが異なるためで、金利が安いとしても必ずしもリース料が安くなるとは限らない。そこで、リース料水準の比較にはリース料率というものが利用されている。リース料率の算定式は以下のとおり。
- リース料率 =（月額リース料 ÷ 物件取得価額）

100万円の物件を月額リース料18,500円でリースした場合のリース料率は1.85%となる。

### リースの長所
リース利用による長所は、各国が採用する会計基準や税制の内容によって異なるが、概ね共通する長所は以下のとおりとなる。詳細は各国リースのページにて述べる。
- 費用の平準化が可能
- 早期の費用化が可能
- 購入時のキャッシュアウトを抑えられる
- 一定条件下でオフバランス処理が可能
- 事務省力化
- 銀行の融資枠を温存できる

## 世界各国でのリース
リースについての詳細は各国の採用する会計基準・税制等により異なるため、それぞれの地域について別個記述していく。

### 欧州におけるリース
- IFRS採用地域におけるリースを参照のこと・・・IFRS採用地域

### 米国におけるリース
- 米国におけるリースを参照のこと・・・米国会計基準

### 日本におけるリース
- 日本におけるリースを参照のこと・・・日本会計基準

## IFRS新リース会計基準について
IASBとFASBは、2007年3月からリースプロジェクトを立ち上げて、リース会計の全面改訂に向けた審議を開始した。2009年3月にディスカッションペーパー「リース：予備的見解」を公表し、2010年8月には公開草案（Exposure draft）「リース」が公表されたものの、その内容を懸念する多数のコメントが提出された。リースプロジェクトは、2011年6月に終了予定とされていたが、多数のコメントを受けて、再審議に相当の時間を費やしたため、プロジェクトの終了が延期され、公開草案からの重要な変更が行われたことから、2013年5月に改訂公開草案「リース」が公表されている。
現行リース会計基準では、リースをファイナンス・リースとオペレーティング・リースに区分して、それぞれの会計処理方法が異なるが、改訂公開草案「リース」では、使用権モデルを採用し、ファイナンス・リースとオペレーティング・リースの区分をなくし、借手は使用権資産とリース負債を計上することが提案されている。

### 公開草案(2010年8月)
2010年8月に公開草案が公表されており、日本では公開草案（日本語版、PDF）の他、企業会計基準委員会（ASBJ）が公開草案の論点をまとめた「リース会計に関する論点の整理（PDF）」を公表、さらに社団法人リース事業協会がその論点のまとめの概要にあたる「「リース会計に関する論点の整理」の概要（PDF）」を公表している。

#### 定義と適用範囲
公開草案ではリースの定義を以下のように定めており、またその判定は契約の実質に基づいて判定するとしている。
"特定の資産（原資産）を使用する権利が、一定期間にわたり、対価と交換に移転される契約"「特定の資産」には、貸手がリース期間中に代替資産を用意できるような場合（日本における、在庫を持ってレンタルするような契約）は、資産が「特定」できないとしてこの定義に含まない。また、「使用する権利」とは使用を支配する権利とされ、他社に命じて資産を稼動させる場合であっても、実質的に多大な恩恵を受ける場合にはこの権利を有しているものとされる。
以下の条件に当てはまるものはIFRS新リース会計基準適用範囲から除外される。
1. 資産の売買と認識される契約
  - 現在の所有権移転ファイナンス・リースにあたるもの。今回リースの会計処理に関して使用権モデルといわれる新しい手法が提案されており、売買処理との区別を行う必要があるため。
2. 無形固定資産等のリース
  - ソフトウェアやファイセンス契約等
  - 生物資源
  - 鉱物、石油、天然ガス及びこれら類似の非再生型資源の探査または使用のためのリース

また、非中核資産の取り扱いについても議論されていたが、これは適用範囲とするものとされている。非中核資産とは日本の現行リース会計基準における少額資産やリース期間が1年以内である等で賃貸借処理が認められているような資産のことを指す。

#### 会計処理
IFRS、米国、日本の現行会計基準ではリースをファイナンス・リース（Capital Lease）とオペレーティング・リースに分類しているが、この区別を廃止することが提案されている。区別が廃止され、上述のリースの定義に当てはまる契約はすべて使用権モデルといわれる新しい考え方により会計処理した場合、借手は資産としてリース資産を使用する権利を表す使用権、負債としてリース料支払い債務を認識する。

## 主なリース対象物
基本的にリースにできないものはなく、不動産・動産と対象物件は多岐に渡る。
- 情報通信機器（コンピュータやプリンタ、サーバ、複写機などの情報機器、通信機器）
- 家具（机、ロッカー、売り場の陳列棚などの什器）
- 工場などの生産設備（工作機械、印刷機械、射出成型機）、建設機械
- 自動車、船舶、航空機、鉄道車両、フォークリフトなどの輸送機械

## リース会社
リース会社は、取引先に自社が購入した製品を貸し出し、リース料を受け取ることで利益を上げる。リース営業は取り扱う商品の分野に制限がないため、あらゆる手段を使って商品を買い出して利益を作り出すことを狙うことができる。リース営業は、顧客の設備投資計画を聞き出し、リース提案を行う。競争の厳しいリース業界の中で他社と差別化を図りリース契約を勝ち取るため、顧客から見ていかにお得に貸し出せるか、競合他社と競いあうことになる。リース会社は、ひとつのリース契約で若干赤字になったとしても、再リースや商品の転売などまで含めて利益を出せれば問題が無いという「生涯採算」という考え方で営業を行うことができる。リース会社の営業マンは契約プランを自在に組み合わせて、最終的に自社が利益を回収できるように契約を組み立てる。
リース会社の利益率は、2022年-2023年のデータによると、1位の日産フィナンシャルサービスが 46.8% と突出しており、2位の九州リースサービス が15.8% 、3位の オリックスが 10.2% 、4位の 三菱HCキャピタルが 6.1%、 5位の芙蓉総合リース 5.6 %といった状態である。 		
世界のリース会社トップ100の中に、2025年現在で日本のリース会社が22社入っており健闘している。
時価総額に着目すると日本のオリックスが33,724億円で圧倒的な1位。2位のAerCap Holdings NVは20,757億円で、オリックスの約6割の時価総額。ランキング50位以降では時価総額が100億円以下という規模になり、100位だと時価総額数億円規模と小さい。
世界のリース会社トップ5を下に挙げる。
- 1位 オリックス（日本）- 一応リース会社に分類されるが、実際には多角的なビジネス展開をしており、リースのほかにローン、不動産、エネルギー、投資銀行業務など、多岐にわたるビジネスを行っている。積極的なM&Aなどによりこの規模に成長した。[15]
- 2位 エアキャップ（AerCap Holdings NV）（アイルランド）- 航空機のリース、資産管理、航空機エンジンリースなどのサービスを提供している企業であり、世界最大級の独立系航空機リース会社の一つ[15]。
- 3位 チャイリース・ホールディング（Chailease Holding Co Ltd）（台湾）- 台湾における主要な金融リース会社で、融資、リース、保険仲介、ファクタリング等のサービスを提供[15]。
- 4位 三菱HCキャピタル（日本）- 三菱グループの一員として、リース、融資、カードローン等多岐にわたるファイナンスサービスを提供[15]。
- 5位 エレメント・フリート・マネジメント（Element Fleet Management Corp）（カナダ） - フリート（車両）管理サービスを中心としたビジネスを展開。車両・機器のリース・管理サービスを提供しており、北米を中心とした幅広い市場で展開し、フリート管理の専門知識と技術を活かし顧客との長期的な関係を築くことを特徴とする[15]。